# Єсенінська (платформа)
Єсенінська — зупинний пункт/пасажирська платформа Рязанського напрямку Московської залізниці, у складі лінії МЦД-3, в межах міста Раменське, на межі міста Раменське і селища Кратово. Була відкрита в 1930 р для дачників.
Одна острівна платформа, турнікети не встановлені. Платформа була реконструйована в 2005 р. Поруч з платформою розташовані дачі членів дачного кооперативу «Научні робітники». За 3 км від платформи розташовано аеропорт Москва-Жуковський.
14 вересня 2020 року зупинний пункт був перейменований з «42 км» на «Єсенінска» на честь поета Сергія Єсеніна.